# Base (álgebra linear)

Vector e covector

Na álgebra linear, uma base de um espaço vectorial é um conjunto de vetores linearmente independentes que geram esse espaço.

## Definição
Se {\displaystyle E} é um espaço vectorial sobre um corpo {\displaystyle K,} chama-se base de {\displaystyle E} a um conjunto de vectores de {\displaystyle E} linearmente independentes que gera {\displaystyle E.}

## Exemplos
- O espaço vectorial {\displaystyle \mathbb {R} ^{n}} tem por base o conjunto[2]

{\displaystyle \{(1,0,0,\ldots ,0,0),(0,1,0,\ldots ,0,0),\ldots ,(0,0,0,\ldots ,0,1)\},}
que se denomina a sua base canónica.
- No plano {\displaystyle \mathbb {R} ^{2},} a recta de equação {\displaystyle y=mx} tem por base o conjunto {\displaystyle \{(1,m)\}.}
- O espaço vectorial dos polinómios p(x) de coeficientes reais tem uma base infinita, o conjunto {\displaystyle \{1,x,x^{2},x^{3},\ldots \}.}
- Cada corpo K pode ser considerado como um espaço vectorial sobre ele mesmo. Neste caso, qualquer elemento não-nulo {\displaystyle a} forma uma base {\displaystyle \{a\}.}
- O espaço vectorial formado pelo vetor nulo {\displaystyle \{0\}} tem como base o conjunto vazio.[2]
- Seja {\displaystyle \alpha \in L} um elemento algébrico sobre o corpo {\displaystyle K,} sendo {\displaystyle L} uma extensão de {\displaystyle K.} Então existe um polinômio {\displaystyle p(x)} com coeficientes em {\displaystyle K} tal que {\displaystyle p(x)=0.} Podemos definir {\displaystyle n,} o grau de {\displaystyle \alpha } em {\displaystyle K,} como o menor grau dos polinômios {\displaystyle p(x)} em que {\displaystyle p(x)=0.} Então {\displaystyle K[\alpha ]} é uma extensão algébrica de {\displaystyle K} e, portanto, podemos considerar {\displaystyle K[\alpha ]} como um espaço vetorial sobre {\displaystyle K.} Neste caso, a sua base é {\displaystyle \{1,\alpha ,\ldots ,\alpha ^{n-1}\}.}

## Cardinalidade e dimensão
Um espaço vectorial pode ter mais de uma base. De facto, um espaço vectorial só pode ter uma única base nos seguintes casos:
- o espaço formado só por {\displaystyle 0} sobre qualquer corpo (a base é o conjunto vazio);
- o espaço {\displaystyle \mathbb {Z} _{2}} como espaço vectorial sobre o corpo {\displaystyle \mathbb {Z} _{2}} (a base é {{\displaystyle 1}}).

Os seguintes resultados, porém, são válidos:
- Se um espaço vectorial tem uma base {\displaystyle B} finita, então todas as outras bases também são finitas, e têm a mesma cardinalidade.[3]
- De modo geral, supondo-se o axioma da escolha, duas bases de um espaço vectorial {\displaystyle V} tem a mesma cardinalidade (mesmo se a base for um conjunto infinito). Esta cardinalidade designa-se por dimensão de {\displaystyle V.}[4] Um espaço vectorial que possui uma de suas bases formada por 3 vectores, por exemplo, é um espaço vetorial de dimensão 3.

## Existência
Usando-se uma forma equivalente do axioma da escolha, o Lema de Zorn, é fácil mostrar que todo espaço vectorial {\displaystyle V} tem uma base e, mais geralmente, provar que, para qualquer conjunto {\displaystyle S} linearmente independente de vectores de {\displaystyle V,} existe uma base {\displaystyle B} de {\displaystyle V} que contém {\displaystyle S.} Seja {\displaystyle L} o conjunto de todos as partes linearmente independentes de {\displaystyle V} que contêm {\displaystyle S.} O conjunto {\displaystyle L} está parcialmente ordenado pela inclusão de conjuntos. Seja {\displaystyle F} uma parte de {\displaystyle L} totalmente ordenada. Então {\displaystyle F} é majorado; basta ver que a união de todos os elementos de {\displaystyle F} é novamente linearmente independente e contém {\displaystyle S} (ou seja, pertence a {\displaystyle L}) e que contém todos os elementos de {\displaystyle F.} O lema de Zorn afirma então que {\displaystyle L} tem algum elemento maximal {\displaystyle B.} Então, como {\displaystyle B} ∈ {\displaystyle L,} {\displaystyle B} é linearmente independente e contém {\displaystyle S.} Se {\displaystyle B} não gerasse {\displaystyle V,} haveria algum vector {\displaystyle v} ∈ {\displaystyle V} que não seria combinação linear de elementos de {\displaystyle B.} Então {\displaystyle B} ∪ {\displaystyle \{v\}} seria também um conjunto linearmente independente que conteria {\displaystyle S.} Mas {\displaystyle B} ⊂ {\displaystyle B} ∪ {\displaystyle \{v\}} e {\displaystyle B} ≠ {\displaystyle B} ∪ {\displaystyle \{v\},} o que está em contradição com {\displaystyle B} ser um elemento maximal de {\displaystyle L.} Logo, {\displaystyle B} gera {\displaystyle V} e, portanto, é uma base.

## Subespaços vectoriais
Se o espaço vectorial {\displaystyle V} tem uma base {\displaystyle B,} e {\displaystyle W} é um subespaço vectorial de {\displaystyle V,} então {\displaystyle W} tem uma base {\displaystyle B_{1}} com as seguintes propriedades:
- Se {\displaystyle B} é um conjunto finito e {\displaystyle W} é um subconjunto próprio de {\displaystyle V,} então {\displaystyle B_{1}} tem menos elementos que {\displaystyle B.}
- No caso geral, pode-se apenas afirmar que a cardinalidade de {\displaystyle B_{1}} é menor ou igual que a de {\displaystyle B.}

Outra propriedade importante é a seguinte:
- Se W é um subespaço vectorial de V, e W tem uma base B1, então existe uma base B de V tal que B1 é um subconjunto de B.

Este resultado, no caso infinito, depende do axioma da escolha.

## Interpretação
Uma boa forma de interpretar o conceito de Base é pensar nas cores primárias: se misturarmos amarelo, magenta e azul ciano nas proporções correctas podemos criar qualquer outra cor que desejemos. Além do mais, tal proporção é única para a cor desejada.  Da mesma forma, uma Base permite-nos, de maneira única,  combinar linearmente ("misturar") os seus vectores ("cores primárias") para obtermos o vector ("a cor") que pretendemos.

## Ligação Externa
- Bases, subespaços e somas diretas (exemplo) - Lima, L. Elon.